# HMS Trenchant (P331)
Pour les autres navires du même nom, voir HMS Trenchant.
Le HMS Trenchant (P331) est un sous-marin du troisième groupe de la classe T construit pour la Royal Navy pendant la Seconde Guerre mondiale.

## Historique
Durant son service, le Trenchant opéra en Extrême-Orient, principalement au large de l'Asie du Sud-Est, où il mena une campagne efficace contre les navires japonais. Il opérait principalement en compagnie de son sister-ship, le HMS Terrapin.
Le 23 septembre 1944, il coula avec des torpilles le sous-marin allemand U-859 dans le détroit de Malacca. 11 membres de son équipage furent secourus et faits prisonniers de guerre.
Il est surtout connu pour avoir coulé le croiseur lourd japonais Ashigara le 8 juin 1945, à une distance de plus de 3 600 mètres. Sur huit torpilles tirées, cinq touchèrent leur cible. Pour cette action, le commandant reçut un deuxième Ordre du Service distingué et la Legion of Merit, et le navire l'Honneur de bataille "Malaya 1944-45". L'Ashigara transportait quelque 1 600 soldats et du matériel de l'Armée impériale japonaise.

## Commandement
- Lieutenant commander Arthur Richard Hezlet du 15 octobre 1943 au 29 juillet 1945.
- Lieutenant John Chaloner Ogle du 29 juillet 1945 au 18 janvier 1946.